# Iceberg (banda)
Iceberg fue un grupo musical catalán de rock progresivo y jazz fusión, activo entre 1975 y 1979. Formado en un principio como quinteto, con Max Sunyer (guitarra), Kitflus (teclados), Primitivo "Primi" Sancho (bajo), Jordi Colomer (batería) y Ángel Riba (voz), tras la grabación de su primer disco pasaron a ser definitivamente un cuarteto.

## Trayectoria
La primera formación de la banda en 1973 contaba con Max Sunyer, Primi Sancho, Kitflus y Ángel Riba, todos ellos componentes del grupo que acompañaba a Tony Ronald. A principios de 1974, cuando empiezan a madurar la idea de separarse de ese grupo y actuar por su cuenta, contactan con el batería Jordi Colomer, que por entonces tocaba la batería con el grupo de Luis Aguilé, y comienzan a preparar sus primeros temas propios. La guitarra de Max Suñé y los teclados de Kitflus incorporan un aire jazzístico al que se suman Primi Sancho y Jordi Colomer desde la sección rítmica y Ángel Riba, que además de cantante, tocaba también la guitarra rítmica y el saxo. 
Sus primeras maquetas suscitan un cierto interés por parte de algún sello discográfico, pero en esa época no obstante no consiguen editar su primer disco. Sin embargo, finalmente en mayo de 1975 consiguen grabar su primer LP, "Tutankhamon", en los estudios Kirios de Madrid. Un disco en el que combinan temas exclusivamente instrumentales con otros donde aparece la voz tanto en castellano como en inglés y en el que se desarrolla una historia ambientada en el antiguo Egipto en donde los diversos temas se enlazan en una obra sinfónica completa y no como una sucesión de canciones independientes, lo que es una de las características del rock progresivo. Un disco que, a pesar de no estar destinado en principio al gran público, sí tuvo un importante eco entre los aficionados al género, y sirvió además para que se fijase en ellos el productor Alain Milhaud que les conseguirá un contrato con la Compañía Fonográfica Española para sus futuros álbumes. 
En septiembre del 1976 graban su segundo disco, "Coses Nostres", también en los estudios Kirios. En este álbum se prescinde totalmente de la voz y la contribución de Ángel Riba se limitará exclusivamnte al saxo. Riba acabará por  quedar al margen de la formación aunque seguirá vinculado al grupo como manager hasta 1978.
En mayo de 1977 graban "Sentiments"  en los estudios Sonoland de Madrid, un álbum que permite a Max Sunyer y Kitflus demostrar todo su virtuosismo instrumental. Ese mismo año participan en el Festival de "Las 6 Horas de Rock Ibérico", celebrado en el Pabellón de Deportes del Real Madrid, donde también actúan Burning, Granada, Triana y Atila.
En la primavera de 1978 preparan su primer disco en directo a partir de las grabaciones realizadas durante sus actuaciones en Oviedo, Reus, Bilbao y Barcelona. Curiosamente, para este disco no se van a utilizar versiones en vivo de temas  ya previamente grabados (como suele ser tradicional), sino que todos los temas son inéditos y que nunca serán tampoco grabados en un futuro en el estudio. Ese verano Iceberg participa en una gira por España llamada "La Noche Roja", junto con Miguel Ríos, Triana,Salvador y Guadalquivir.
En 1979 el grupo publica su último disco "Arc-en Ciel" y el 18 de agosto de ese mismo año se presenta ante el público por última vez en Salamanca. La banda se disuelve finalmente en 1980 después de la salida de Jordi Colomer, la publicación el año anterior del disco en solitario de Max Sunyer y de que Kitflus entrase a formar parte de la banda de acompañamiento de Joan Manuel Serrat.
En 1982 Max Sunyer y Kitflus fundarían el grupo Pegasus, heredero directo de Iceberg.

## Discografía
- Tutankhamon (1975)
- Coses Nostres (1976)
- Sentiments (1977)
- En Directe (1978)
- Arc-en-ciel (1979)